# Шумящая гадюка
Шумя́щая гадю́ка (лат. Bitis arietans) — змея из рода африканских гадюк. Это одна из наиболее часто встречающихся змей на африканском континенте, укус которой может быть смертелен для человека. Активна и наиболее опасна в ночное время суток. Днём малоподвижна и даже позволяет взять себя в руки, зачастую не реагирует на потенциальную добычу. В случае опасности способна издавать громкое шипение, за что получила своё русскоязычное название.
Камуфлированная под пожухлую траву окраска и малоподвижный образ жизни приводят к частому непреднамеренному столкновению с человеком и домашними животными. В Африке количество смертельных случаев в результате нападения этой рептилии превышает количество аналогичных случаев с другими видами змей. Для человека каждый 5—6-й укус приводит к летальному исходу.

## Описание
Толстая змея с широкой и плоской головой, длиной в среднем около метра вместе (включая хвост). Наиболее крупный известный экземпляр достигал в длину 190 см, имел обхват туловища до 40 см и весил более 6 кг. На Аравийском полуострове, где находится северо-восточная периферия ареала, длина змеи не превышает 80 см. Самцы, как правило, крупнее самок и обладают более вытянутым хвостом.

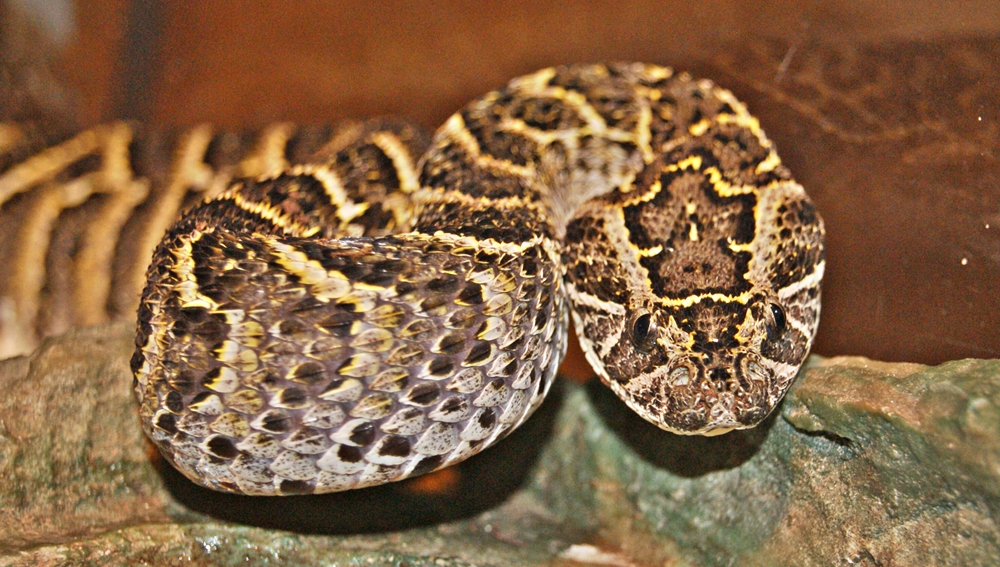
Голова крупным планом

Голова почти треугольной формы с тупой закруглённой мордой, отграничена от туловища коротким шейным перехватом. Верхняя часть головы покрыта мелкими ребристыми чешуйками. Ноздри несколько вздёрнуты вверх — больше, чем у других африканских гадюк. Рисунок головы выделяется узкой светлой полосой от одного глаза к другому и далее от каждого глаза по диагонали по направлению к углу пасти. Зрачок имеет форму вертикально вытянутого эллипса. Длина ядовитых зубов, расположенных в передней части пасти, достигает 2—3 см, что делает укус чрезвычайно болезненным и эффективным.
Туловище непропорционально толстое, заканчивается коротким полосатым хвостом. Фоновая окраска верхней части тела может быть соломенно-жёлтой, светло-коричневой или красновато-бурой. Вдоль туловища хорошо заметен рисунок из 18—22 тёмно-бурых отметин в форме шеврона, реже латинской буквы U. Брюхо желтоватое или белое, редкими тёмными пятнами.

## Распространение
Шумящая гадюка распространена на большей части Африки южнее Сахары, за исключением влажных тропических лесов экваториального пояса и близлежащих островов. Небольшие изолированные участки ареала известны на юге Марокко и прилегающих районах Западной Сахары, а также в южной части Аравийского полуострова в Саудовской Аравии, Омане и Йемене к северу до города Эт-Таиф.
Змея хорошо приспосабливается к различным биотопам от засушливых саванн до лесных массивов, часто встречается в окрестностях населённых пунктов. В поисках грызунов может заползать в жилые и хозяйственные постройки. Избегает песчаных пустынь и влажных тропических лесов. Встречается на высоте до 2700 м над уровнем моря.

## Образ жизни

Змея обычно двигается по прямой, не извивая тело

Флегматичная змея, большую часть времени проводит неподвижно на земле, маскируясь среди пожухлой травы, кустов, или окопавшись в песке. Чаще всего двигается прямолинейно подобно крупным наземным удавам и питонам, изгибая тело только во время поворота. Реже, когда требуется более высокая скорость, извивается из стороны в сторону так же, как и другие гадюки. При необходимости неплохо плавает и иногда греется на солнце, сидя невысоко на ветвях кустарника. В одном случае сообщалось о наблюдении змеи на ветке дерева на высоте 4,6 м от поверхности земли.
Встревоженная приближением хищника или человека гадюка раздувается в размерах, выгибает туловище в форме латинской буквы S и издаёт громкое и непрерывное шипение. В то же время, она может вести себя бесшумно либо попытаться ускользнуть в кусты, не вступая в контакт. Сильно раздражённая змея делает внезапный молниеносный бросок вперёд, кусает пришельца и также быстро возвращается в исходную позицию. Укус может быть настолько сильным, что зачастую жертва погибает от травматического повреждения, а не от яда. Длинные зубы легко проникают через не грубую кожу. Расстояние броска у взрослых особей обычно не превышает трети длины тела, молодые способны прыгнуть на всю его длину. В редких случаях змея сдавливает жертву сразу после нападения.

## Питание
Питается грызунами и другими мелкими млекопитающими, а также птицами, ящерицами и земноводными. Охотится главным образом в тёмное время суток, поджидая добычу из засады; после укуса преследует до тех пор, пока та не погибает от раны или действия яда. Жертву определяет с помощью обоняния.

## Размножение

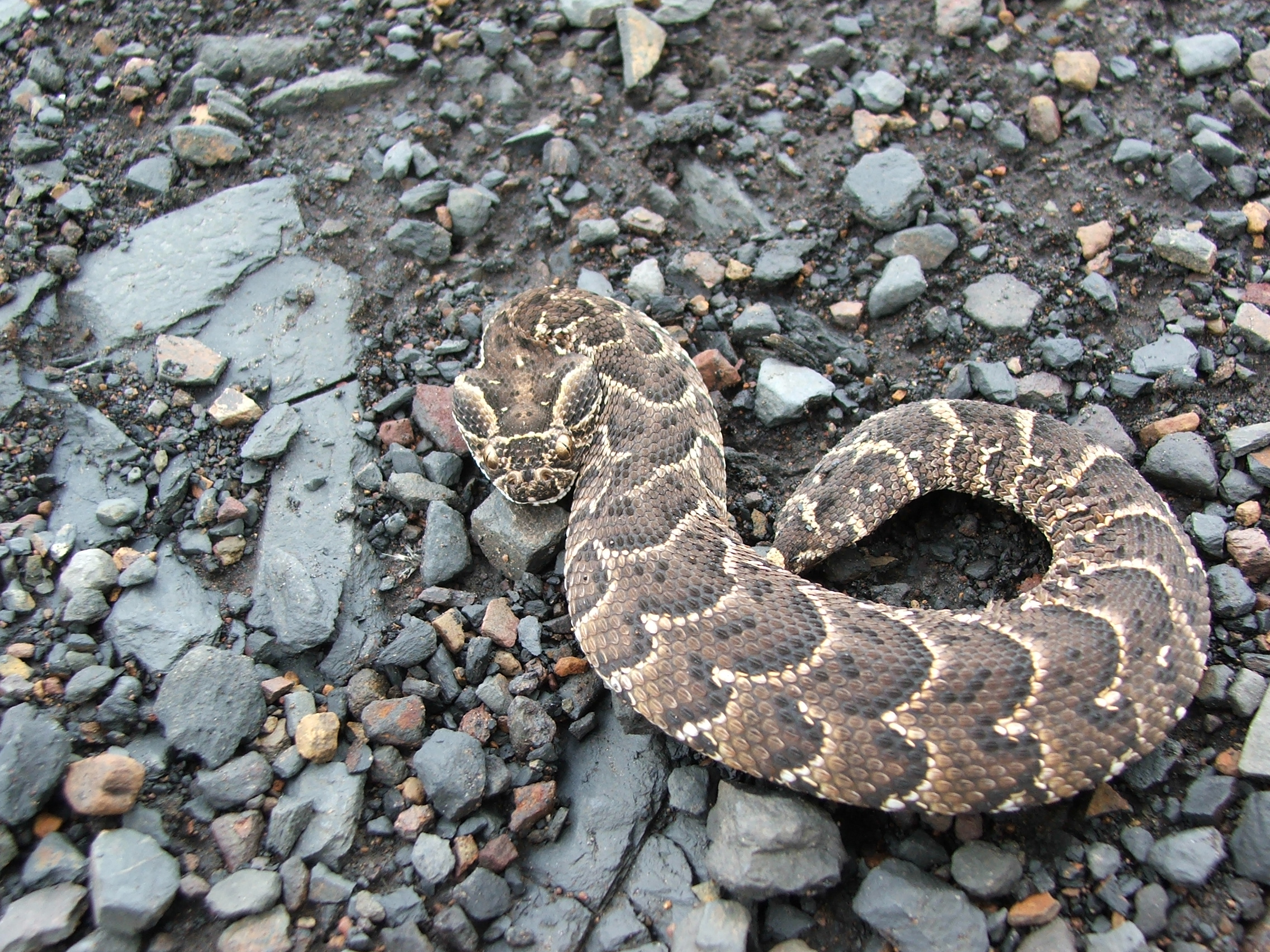
Молодая змея в оборонительной позе

Как и большинство других гадюк, шумящая является яйцеживородящей: яйца вынашиваются и раскрываются в теле змеи, после чего на свет появляются вполне самостоятельные детёныши. Образование пары происходит в промежутке по окончании влажного сезона с октября по декабрь. В это время самки шумящей гадюки вырабатывают феромоны, которые привлекают самцов. Между последними нередки конфликты за право обладания самкой: например, в районе кенийского города Малинди герпетологи наблюдали семь самцов, преследующих одинокую самку. Перед скрещиванием самец обвивает своё тело вокруг самки, зондируя её своим языком — со стороны этот процесс выглядит как своеобразный танец двух организмов.
Вынашивание продолжается с декабря по апрель, после чего на свет появляются от 10 до 80 (в большинстве случаев 20—40) змеек. Необычно большой помёт — 156 особей — был зарегистрирован в зоопарке города Двур-Кралове в Чехии в 1974 году. Длина молодых змей, которые с самого рождения уже ядовиты и способны охотиться, составляет 12,5—17,5 см. Несмотря на это, детёныши могут обходится без еды первые 3 месяца жизни. Половая зрелость наступает к концу второго года жизни. Продолжительность жизни шумящей гадюки 10—15 лет.

## Содержание

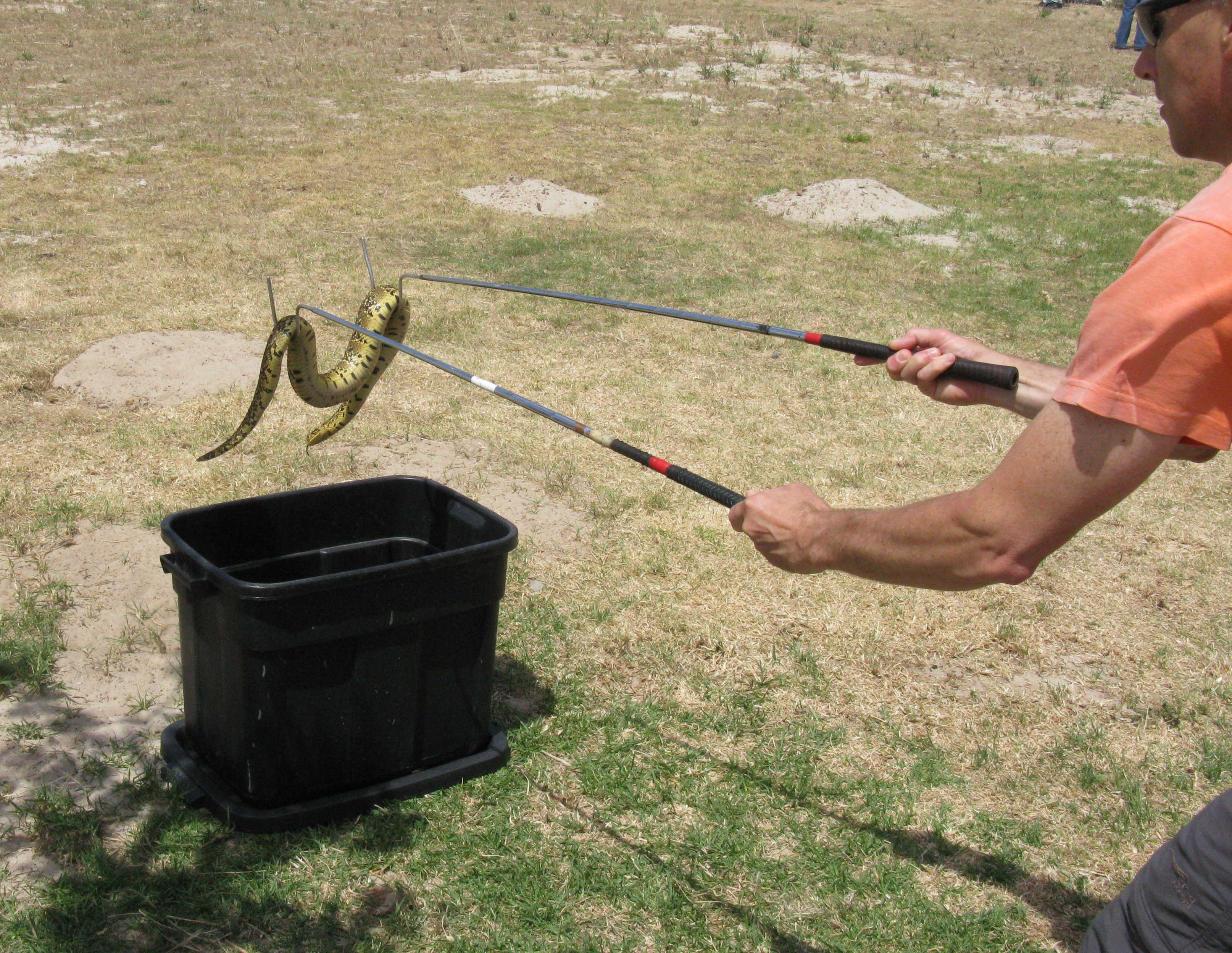
Уход за змеёй с помощью профессиональных крючков

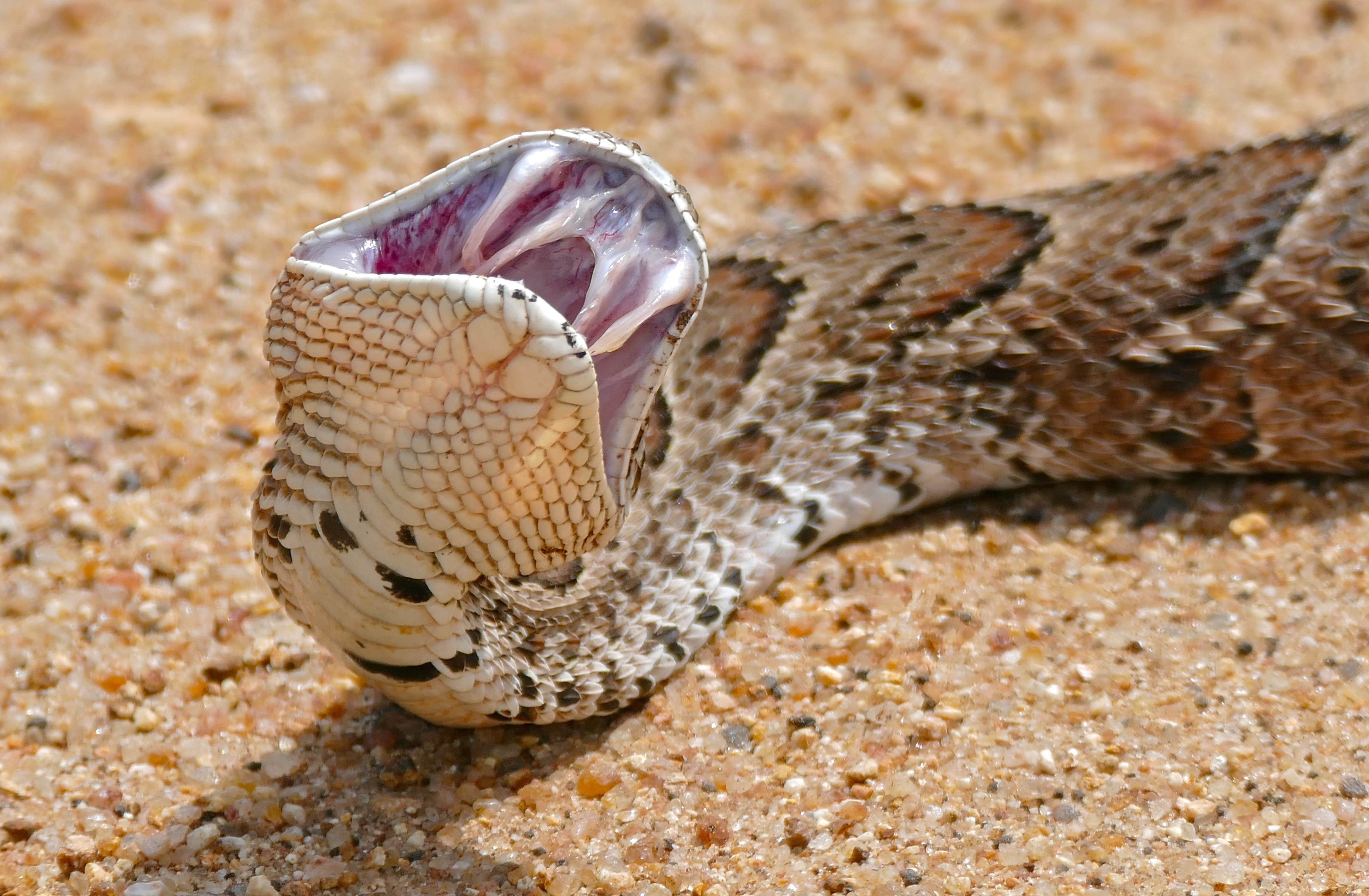
Ядовитые зубы

Гадюку нередко содержат в зоопарках. Змее вполне достаточно одной мыши в неделю, однако при частом кормлении она способна усвоить значительно больше. Обжорство способно привести к неконтролируемой отрыжке пищи или даже преждевременной гибели. Встречаются особенно восприимчивые особи, которые не уживаются в неволе: шипят и бросаются при каждом приближении к террариуму.

## Яд
Укусы шумящей гадюки приносят населению Африки больше смертельных исходов, чем укусы любой другой змеи на этом континенте. Помимо большого количества яда, сопутствующими факторами такого результата являются широкое распространение, многочисленность, крупные размеры и длинные зубы гадюки, а также её привычка караулить жертву возле звериных троп. Накладывает отпечаток также тот факт, что иногда незаметная в траве змея нападает без голосового предупреждения.
В составе яда были выявлены следующие токсины: поражающий нервные клетки битанарин (bitanarin, представляет собой фосфолипазу A2 нового типа), индуктор агрегации тромбоцитов (вещество, провоцирующее процесс склеивания кровяных клеток) битискетин (bitiscetin) и вещество Ba100, обладающее фиброгенной активностью (действием, которое приводит к нарушению нормального строения и функции органов дыхания).
Показатель токсичности яда ЛД50 указывает на то, что шумящая гадюка — одна из наиболее ядовитых змей в семействе гадюковых: его значения в опытах над лабораторными мышами составляют 0,4-2,0 мг/кг внутривенно, 0,9-3,7 мг/кг при введении в брюшину и 4,4-7,7 мг/кг подкожно. При «влажном» (содержащем яд) укусе гадюка впрыскивает от 180 до 750 мг яда, при этом летальная доза для 70-килограммового мужчины составляет 90—100 мг.
Отравление может сопровождаться образованием опухоли и кровоподтёка в сочетании с сильным кровотечением, но это необязательно. В любом случае пострадавший чувствует жгучую боль в области раны. Спустя несколько часов на коже появляются кровянистые пузыри, существенная область наружных и внутренних тканей организма отмирает (некроз). Среди наиболее типичных клинических проявлений отравления также называют падение давления, затруднение дыхания, повышенную кровоточивость и нарушение функции свёртывания крови.
В качестве первой помощи врачи рекомендуют переместиться в безопасное место, успокоиться и лежать без движения, зафиксировав укушенное место ниже области сердца. Если пострадала конечность, на повреждённый участок и выше его накладывают тугую повязку (но не жгут), которую не снимают до прибытия медиков либо транспортировки в лечебное учреждение. Пострадавшему вводится антидот. При отсутствии надлежащей помощи более половины укусов оказываются летальными. Смерть чаще всего наступает через 12—24 часа после происшествия.

## Подвиды
| Подвид         | Автор          | Распространение                                                                            |
| -------------- | -------------- | ------------------------------------------------------------------------------------------ |
| B. a arietans  | (Merrem, 1820) | Африка от южного Марокко к югу до Капской провинции ЮАР, юго-запад Аравийского полуострова |
| B. a. somalica | Parker, 1949   | Сомали, северная Кения                                                                     |